# Groveland
Groveland é uma cidade localizada no estado americano da Flórida, no condado de Lake. Foi incorporada em 1922.

## Geografia
De acordo com o United States Census Bureau, a cidade tem uma área de 52,2 km², onde 38,8 km² estão cobertos por terra e 13,3 km² por água.

### Localidades na vizinhança
O diagrama seguinte representa as localidades num raio de 24 km ao redor de Groveland.

## Demografia
Segundo o censo nacional de 2010, a sua população é de 8 729 habitantes e sua densidade populacional é de 225 hab/km². É a localidade que, em 10 anos, teve o maior crescimento populacional do condado de Lake. Possui 3 369 residências, que resulta em uma densidade de 86,8 residências/km².